# Midori (オペレーティングシステム)
Midori（ミドリ）はマイクロソフトリサーチが開発中のマネージコードをベースとしたオペレーティングシステム (OS) のコードネーム。

## 概要
Midori というコードネームは CHESS: A systematic testing tool for concurrent software と題したPowerPointのプレゼンテーションで初めて一般に明らかになった。
2009年4月、プログラミング言語BitCとオペレーティングシステムCoyotosを推進しているJonathan S. Shapiroは、マイクロソフトでMidoriプロジェクトに関して職を得たことを発表し、2009年8月以降はBitCについて作業しないとしている。

### 機能
並行性を重視した設計で、アプリケーションは複数の場所で動作できる。また、全く新たなセキュリティモデルを採用し、アプリケーションのサンドボックスによりセキュリティを強化している。

## 既存ソフトとの関係

### Windowsとの関係
マイクロソフトはWindowsからMidoriへのいくつかの移行経路を明らかにしている。

### Singularityとの関係
Singularityオペレーティングシステムの商用化される可能性のある実装の1つと言われている。Singularityは2003年に開始された研究プロジェクトで、高ディペンダブルOSであり、カーネルもデバイスドライバもアプリケーションも全てマネージコードで書かれている。

### Oslo composite application initiativeとの関係
マイクロソフトのOslo composite application initiativeとの関連から、プログラミングモデルはメタデータに依存し、アプリケーションの管理が強化されると言われている。